# O Amor Não Deixa
"O Amor Não Deixa" é uma canção gravada pela cantora pop brasileira Wanessa Camargo, e lançada como single debut da cantora para seu primeiro álbum de estúdio Wanessa Camargo (2000) no dia 11 de outubro de 2000. Comprada de compositores estrangeiros, a versão em português foi traduzida por César Lemos e produzida pelo compositor da versão original, Jason Deere.

## Vídeo musical
"A minha curtição era me trancar no meu quarto e ficar no espelho imitando a Mariah. Assim que treinei para meu clipe, cheios de caras assim."

— Wanessa sobre ter se inspirado nas expressões de Mariah Carey.
As gravações contaram com a participação especial do ator Dado Dolabella, namorado da cantora na época, que interpreta seu par romântico na trama. Enquanto a direção foi assumida pelo diretor João Elias Junior
 

O vídeo começa com Wanessa deitada na cama quando o telefone toca, logo a secretaria eletrônica é acionada e o namorado da cantora deixa uma mensagem dizendo que eles precisam conversar para se entenderem, ela o ignora e a música começa a tocar, as cenas seguintes mostram Wanessa cantando em uma sala branca sentada em sofá roxo, entercaladas com cenas de dança da cantora e dançarinos em um ambiente meio futurista com roupas brancas cabelo preso e um chão espelhado. O videoclipe foi inspirada na cantora norte-americana Mariah Carey.

## Versão de Tammy Cochran
"Love Won't Let Me" é uma canção da cantora country estadunidense Tammy Cochran, lançado em dezembro de 2002, presente em seu segundo álbum de estúdio Life Happened, segundo o segundo dos três singles lançados pelo trabalho.

### Posições
| Parada (2002)                            | Pico |
| ---------------------------------------- | ---- |
| Estados Unidos (Billboard Country Songs) | 31   |